# Dead Poetic
Dead Poetic — американская рок-группа, основанная в 1997 году, в Дейтоне, штат Огайо. Группа прекратила свою деятельность в 2007 году из-за внутренних разногласий и невозможности гастролировать, хотя вокалист Брэндон Райк заявил, что группа планировала записать четвёртый альбом.

## История

### Формирование
Dead Poetic были впервые сформированы, когда участникам Заку Майлзу, Брэндону Райку и Чаду Шеллабаргеру было 13 лет. Джошу Шеллабаргеру тогда было 15. Группа сформировалась в своей местной церкви, и каждый учился сам. Их первое выступление состоялось на ежегодном «Шоу талантов» средней школы для трех подростков. Группа называлась MindSet, прежде чем изменить её на Dead Poetic.

### 1997—2002
Группа впервые привлекла к себе внимание на андеграундной музыкальной сцене после выпуска их первого полноформатного альбома Four Wall Blackmail, выпущенного дочерней компанией Tooth & Nail, компанией Solid State Records, и сингла «August Winterman». Однако их второй релиз, New Medicines 2004 года, значительно повысил авторитет группы. Спродюсированный Аароном Спринклом (Эмери, Acceptance), продажи альбома были поддержаны заглавным треком, который стал хитом на MTV2 и Fuse TV. На этих первых двух альбомах музыкальные критики с трудом классифицировали музыку группы: жанры от эмо до пост-хардкора к альтернативному року все были разбросаны без особого согласия.

### 2002-середина 2004 г.
После выхода New Medicines осенью 2004 года, Dead Poetic отправились в турне в поддержку Demon Hunter, но вскоре после этого из группы ушло 3 участники. Личные разногласия внутри группы заставили басиста Чада Шеллабаргера, барабанщика Джоша Шеллабаргера и гитариста Тодда Осборна покинуть группу, и Dead Poetic, похоже, ушли в прошлое. Но оставшиеся участники Брэндон Райк (вокал) и Зак Майлз (гитара) начали играть с опытным барабанщиком Джесси Спринклом (бывшим участником Poor Old Lu и Demon Hunter; также братом продюсера Аарона Спринкла), и их страсть к музыке возродилась. Гитарист Дасти Редмон басист и Джон Брем присоединились к ним, чтобы продолжить существование Dead Poetic.

### 2004 г. — конец 2006 г.
Для своего третьего альбома Vices группа снова привлекла Аарона Спринкла для продюсирования альбома, но на этот раз группа не стала использовать скрим, который был одной из отличительных черт их прежнего стиля. В интервью CCM Magazine Райк сказал: «Я больше не могу заставить себя кричать во время песни. Я просто уже прошел через это». Хотя изначально выпуск Vices был запланирован на 18 июля, дата выпуска Vices была перенесена на 31 октября, а «Narcotic» был выбран в качестве ведущего сингла. Осенью 2007 года Dead Poetic планировали отправиться в тур с The Red Jumpsuit Apparatus, но в середине октября 2006 года отказались от этих дат.
25 ноября 2006 года Absolutepunk.net сообщил, что Брэндон Райк покинул Dead Poetic, а остальные участники решили не продолжать работу в группе. Хотя в декабре 2006 года группа разместила на своей странице MySpace сообщение о том, что они по-прежнему активны, большинство фанатов в конце концов предположили, что группа действительно распалась из-за заметного отсутствия гастролей. Гитарист Дасти Редмон подтвердил расформирование группы на absolutepunk.net в сентябре 2007 года: "Когда Брэндон покинул группу в октябре (еще до выхода «Vices»), происходило много важных дел. Брэндон уже давно как бы «пережил это», и просто выбрал неудачное время, чтобы покинуть группу. Он любит заниматься дизайном и тусоваться. Когда дело дошло до объявления, я как бы назвал «НЕ ЭТО», но я думаю, что и все остальные. T&N вложили много первоначальных денег в запись только для того, чтобы увидеть, как группа разваливается. перед релизом, что привело к тому, что они фактически прекратили всю рекламную кампанию. Мы извиняемся перед теми, кто был обманут, думая, что мы все ещё активны. Джесси записывает, Брэндон занимается дизайном, Джон делает татуировки, у Зака только что родился ребёнок, и я играю в «The Finest».

### Декабрь 2006—2015 гг.
Dead Poetic заявили, что планируют продолжить писать музыку и выполнить свой существующий контракт с Tooth & Nail Records; однако такие планы остались невыполненными. 30 октября 2007 года Джесси Спринкл опубликовал бюллетень на MySpace, в котором подтвердил, что группа действительно все ещё вместе. «Вопреки распространенному мнению и могущественной Википедии, Dead Poetic не распались. Мы действительно остаемся группой… мы решили опубликовать это для публики… мы заверяем вас, что Dead Poetic живы.» Далее он сказал, что лейбл группы, Tooth and Nail, в ближайшем будущем выпустит альбом «Best Of» для Dead Poetic, и что группа надеется очень скоро начать писать песни для нового альбома. С тех пор был выпущен альбом «Best Of», но, несмотря на все подобные заявления о создании новой музыки.
16 ноября 2007 года Брэндон Райк опубликовал блог на MySpace, в котором содержалось подробное описание, написанное самим Брэндоном Райком, о том, почему так трудно сохранить группу вместе. В блоге Райк сосредоточился на таких вопросах, как его брак, Дасти Редмон, играющий в The Finest, туры, которые они пропустили, среди прочего. Он также упомянул, что их лучший альбом The Finest поступит в продажу 20 ноября 2007 года. В этом блоге Райк заявил, что Майлз, Спринкл и он сам планировали записать новый альбом после The Finest, не планируя отправиться в тур. По состоянию на 16 ноября 2007 г. это объявление можно было просмотреть на сайте www.deadpoetic.com под баннером с надписью «DEAD POETIC IS NOT DEAD».
По состоянию на 20 октября 2008 года Dead Poetic был удален из списка исполнителей на официальном сайте Tooth & Nail Records. На обложке своего нового альбома The Finest Брэндон Райк заявил, что группа больше не будет гастролировать, поэтому он может остаться дома со своей женой, и что группа планирует выпустить ещё один альбом. Несмотря на эти заявления, группа не делала никаких публичных заявлений с 2008 года и оставалась бездействующей. По состоянию на апрель 2009 года веб-сайт Dead Poetic был закрыт, и перенаправлен на страницу группы на MySpace.
В подкасте 2015 года Брэндон Райк подтвердил, что Dead Poetic в настоящее время не собираются играть вместе или выпускать новую музыку.

## Участники группы

### Последний состав
Брэндон Райк — ведущий вокалист (1997—2007)
Зак Майлз — соло-гитара/бэк-вокал (1997—2007)
Джесси Спринкл — ударные (бывший барабанщик Poor Old Lu, Demon Hunter, Serene UK и другие). (2004—2007)

### Бывшие члены
Дасти Редмон — гитара (2005—2006) (ушёл, чтобы присоединиться к «The Finest»)
Джон Брем — бас-гитара (2005—2006)
Чад Шеллабаргер — бас-гитара (1997—осень 2004)
Джош Шеллабаргер — ударные (1997—осень 2004)
Тодд Осборн — гитара (2001 — осень 2004)

## Дискография

### Альбомы
- Four Wall Blackmail (2002)
- New Medicines (2004)
- Vices (2006)

### EP
- Invasion EP (1999)
- Song EP (2001)

### Сборники
- The Finest Compilation (2007)

### Клипы
- August Winterman (Four Wall Blackmail) (2002)
- New Medicines (New Medicines) (2004)
- Narcotic (Vices) (2006)